# Colonias Unidas
Colonias Unidas é uma cidade da Argentina, localizada na província de Chaco.